# Європейське математичне товариство
Європейське математичне товариство (ЄМТ) (англ. European Mathematical Society, EMS) — міжнародна неприбуткова організація, що сприяє розвитку математики в Європі та підтримує зв'язок між європейськими математиками. Воно об'єднує національні математичні товариства, академічні установи та окремих математиків з усього континенту.

## Цілі та діяльність
ЄМТ обслуговує інтереси математиків, які працюють в університетах, науково-дослідних інститутах та інших закладах вищої освіти. Його основні цілі включають:
- Сприяння дослідженням: Підтримка як чистої, так і прикладної математики.
- Освіта: Надання допомоги та консультацій з питань математичної освіти.
- Комунікація: Розширення зв'язків між математиками та суспільством.
- Співпраця: Заохочення міжнародної співпраці між математиками.
- Ідентичність: Формування спільної ідентичності європейських математиків.
- Представництво: Представлення інтересів математичної спільноти в наднаціональних організаціях.

ЄМТ є афілійованим членом Міжнародного математичного союзу (IMU) та асоційованим членом Міжнародної ради промислової та прикладної математики (ICIAM).

## Історія
Попередником Європейського математичного товариства була Європейська математична рада, заснована в 1978 році під час Міжнародного конгресу математиків у Гельсінкі. Ця неформальна федерація математичних товариств очолювалася сером Майклом Атія.
Європейське математичне товариство (ЄМТ) було офіційно засноване 28 жовтня 1990 року німецьким математиком Фрідріхом Гірцебрухом у Будинку творчості Польської академії наук «Мадралін», розташованому в Емові над річкою Свідер поблизу Отвоцька, у гміні Вйонзовна. Спочатку до складу ЄМТ входило 27 членів.
Перший Європейський математичний конгрес (ЄМК) відбувся в 1992 році в університетах Сорбонни та Пантеон-Сорбонни в Парижі. Наразі конгрес проводиться кожні чотири роки в різних містах Європи під егідою ЄМТ.

### Президенти EMS[7]
1. Фрідріх Гірцебрух, 1990—1994
2. Жан-П'єр Бургиньон[en], 1995—1998
3. Рольф Єльч, 1999—2002
4. Джон Кінгман[en], 2003—2006
5. Арій Лаптєв, 2007—2010
6. Марта Санц-Соль, 2011—2014
7. Павло Екснер[en], 2015—2018
8. Волкер Мерман[en], 2019—2023
9. Ян Філіп Соловей[en], з 2023[8]

## Структура та управління
Керівним органом Європейського математичного товариства є Рада. До її складу входять делегати від усіх національних товариств-членів, а також представники інституційних та індивідуальних членів. Рада проводить засідання кожні два роки, під час яких обирає Президента та Виконавчий комітет, відповідальні за повсякденне управління товариством.
Крім Виконавчого комітету, ЄМТ має кілька постійних комітетів, що займаються різними напрямками, зокрема:
- Прикладна математика
- Математична освіта
- ERCOM (директори європейських дослідницьких центрів у галузі математичних наук)
- Етика
- Європейська солідарність
- Організація зустрічей
- Публікації та електронне розповсюдження
- Підвищення обізнаності про математику
- Підтримка жінок у математиці

Правила функціонування ЄМТ викладені в її Статутах. Головний офіс ЄМТ розташований в Університеті Гельсінкі, Фінляндія.

## Нагороди
Європейське математичне товариство (ЄМТ) присуджує низку престижних нагород, якими відзначаються видатні досягнення в різних галузях математики та суміжних видах діяльності. До основних із них належать:
- Нагороди ЄМТ (англ. EMS Prizes) — для молодих математиків до 35 років за видатний внесок
- Премія Фелікса Кляйна (англ. Felix Klein Prize) — за вирішення промислових проблем за допомогою математики
- Премія Отто Нойгебауера (англ. Otto Neugebauer Prize) — за визначні роботи з історії математики

Окрім цих ключових відзнак, ЄМТ також присуджує Премію Ферана Суньєра і Балагера (англ. Ferran Sunyer i Balaguer Prize) за монографії, Нагороду EMS за монографію (англ. EMS Monograph Award), Премію EMS/ECMI Ланцоша за математичне програмне забезпечення (англ. EMS/ECMI Lánczos Prize for Mathematical Software), Премію Поля Леві з теорії ймовірностей (англ. Paul Lévy Prize in Probability Theory) та Премію Саймона Нортона за популяризацію математики (англ. Simon Norton Prize for Mathematics Outreach).

## Товариства

### Міжнародні товариства
Європейське математичне товариство (ЄМТ) є частиною широкої міжнародної мережі, співпрацюючи з іншими математичними організаціями та асоціаціями. До таких міжнародних товариств, що є партнерами або членами ЄМТ, належать:
- Європейське товариство математичної та теоретичної біології — ESMTB
- Європейський консорціум з математики в промисловості — ECMI
- Математичне товариство Південно-Східної Європи — MASSEE
- Міжнародна асоціація прикладної математики та механіки
- Товариство прикладної математики і механіки — GAMM

### Національні товариства
Окрім міжнародних партнерів, ЄМТ об'єднує численні національні математичні товариства з країн Європи. Ці товариства є колективними членами ЄМТ і представляють математичну спільноту своїх держав. До ЄМТ входять національні товариства, серед яких:
| - Австрійське математичне товариство - Бельгійське математичне товариство - Бельгійське статистичне товариство - Білоруське математичне товариство - Боснійське математичне товариство - Воронезьке математичне товариство - Грецьке математичне товариство - Грузинський математичний союз - Данське математичне товариство - Единбурзьке математичне товариство - Естонське математичне товариство - Ізраїльський математичний союз - Інститут математики та її застосування - Ірландське математичне товариство - Ісландське математичне товариство - Іспанське товариство прикладної математики - Іспанське товариство статистики та досліджень операцій - Італійська асоціація математики застосовується до економічних і соціальних наук - Італійський математичний союз | - Каталонське математичне товариство - Кіпрське математичне товариство - Королівське голландське математичне товариство - Королівське іспанське математичне товариство) - Косовське математичне товариство - Латвійське математичне товариство - Литовське математичне товариство - Лондонське математичне товариство - Люксембурзьке математичне товариство - Македонська асоціація товариств математики та інформатики - Математичне товариство Мальти - Математичне товариство Франції - Математичне товариство Яноша Бояї - Московське математичне товариство - Німецьке математичне товариство - Норвезька статистична асоціація - Норвезьке математичне товариство - Польське математичне товариство - Португальське математичне товариство | - Румунське математичне товариство - Румунське товариство математиків - Санкт-Петербурзьке математичне товариство - Соціальна італійська дипломатія (SIMAI) - Союз болгарських математиків - Союз математиків і фізиків Словаччини — JSMF - Товариство математиків, фізиків і астрономів Словенії - Товариство прикладної математики і механіки - Товариство прикладної та промислової математики (SMAI) - Турецьке математичне товариство - Українське математичне товариство - Уральське математичне товариство - Фінське математичне товариство - Харківське математичне товариство - Хорватське математичне товариство - Чеське математичне товариство - Шведське математичне товариство - Шведське статистичне товариство - Швейцарське математичне товариство |

## Публікації
Видавництво EMS видає понад 20 наукових журналів, у тому числі:
- «Algebraic Geometry»
- «Commentarii Mathematici Helvetici[en]»
- «Elemente der Mathematik[en]»
- «EMS Surveys in Mathematical Sciences»
- «Groups, Geometry, and Dynamics[en]»
- «Interfaces and Free Boundaries[nl]»
- «Journal of Combinatorial Algebra[fr]»
- «Journal of Fractal Geometry[fr]»
- «Journal of Noncommutative Geometry[nl]»
- «Journal of Spectral Theory»
- «Journal of the European Mathematical Society[en]»
- «L'Enseignement mathématique[en]»
- «Portugaliae Mathematica[en]»
- «Publications of the Research Institute for Mathematical Sciences[nl]»
- «Quantum Topology»
- «Rendiconti del Seminario Matematico della Università di Padova[en]»
- «Rendiconti Lincei - Matematica e Applicazioni»
- «Revista Matemática Iberoamericana»
- «Zeitschrift für Analysis und ihre Anwendungen»

ЄМТ випускає наукові книги з математичних тем.
Окрім цього, організація публікує «Інформаційний бюлетень Європейського математичного товариства», відомий як «EMS Bulletin», який був заснований у 1991 році. Цей бюлетень виходить щоквартально і доступний у відкритому доступі.